# Успенский собор (Владимир, Россия)
Собо́р Успе́ния Пресвято́й Богоро́дицы (Успе́нский собо́р) — православный храм во Влади́мире, кафедральный собор Владимирской епархии Русской православной церкви. Выдающийся памятник белокаменного зодчества Древней Руси. Исторически до возвышения Москвы был главным храмом Владимиро-Суздальской Руси, в нём венчались на великое княжение владимирские и московские князья.
Памятник русского зодчества XII века, послуживший образцом для ряда более поздних соборов, в том числе Успенского собора Московского Кремля. В настоящее время собор находится в совместном ведении Русской православной церкви и Владимиро-Суздальского музея-заповедника.
Единственный храм, где сохранились подлинные, документально подтверждённые и точно датированные фрески Андрея Рублёва. В слое строительного мусора под полом (Северный неф Успенского собора, канал калориферного отопления) обнаружена пластинка с надписью (середина XII века).
В 1992 году Успенский собор был включён в список памятников Всемирного наследия ЮНЕСКО.

## История

### Первоначальный храм
Первоначальный белокаменный собор был построен при великом князе Андрее Боголюбском в 1158—1160 годах. Уже в 1161 году собор был расписан.
Согласно сообщению Василия Татищева:

«по снисканию бо его [Андрея Боголюбского] дать ему Бог мастеров для строения оного из умных земель»; «по оставшему во Владимире строению, а паче по вратам градским видимо, что архитект достаточный был… Мастеры же присланы были от императора Фридерика Перваго [Фридриха Барбароссы], с которым Андрей в дружбе был как ниже явится».
Однако необходимо заметить, что специальное изучение этого сообщения Татищева показало, что он не располагал надёжными источниками и опирался на догадку некого сведущего в архитектуре знакомого (вероятно, П. М. Еропкина) и, видимо, на неизвестную редакцию «Степенной книги». В Лаврентьевской летописи известие, связанное с приходом к Андрею «мастеров из всех земель», относится только к работам по украшению Успенского собора: «Того же лета создана бысть церква святая Богородица в Володимири благоверным и боголюбным князем Андреем, и украси ю дивно многоразличными иконами, и драгим каменьем бе-щисла и сосуды церковными и верх ея позлати по вере же его, и по тщанию его к святеи Богородице, приведе ему Бог из всех земель все мастеры и украси ю паче инех церквии». Согласно этому летописному тексту, речь, скорее всего, идёт не о строителях, а об иконописцах, ювелирах и золотильщиках.
Отсутствие надёжных письменных свидетельств об архитекторе храма не отменяет наличия в нём новых для Древней Руси элементов романской архитектуры. В частности, Николай Воронин пишет в книге «Зодчество Северо-Восточной Руси XII—XIV веков»:
Они [романские элементы] проявляются в декоративных деталях и приемах. Таковы, например, … аркатурно-колончатые пояса, в которых (в Успенском соборе) применяется чисто романская Würfelkapitell. Западное происхождение этих деталей очевидно.

Успенский собор Андрея Боголюбского. Реконструкция Сергея Заграевского.

Успенский собор 1158—1160 годов был шестистолпным, трёхапсидным, построенным из высококачественного белого камня (качество камня храма Боголюбского было существенно выше, чем камня галерей Всеволода). Сторона подкупольного квадрата — около 6,4 м. Несмотря на то, что храм был шестистолпным, его четверик зрительно воспринимался почти кубичным (длина без учёта апсид — около 22,5 м, ширина — около 17,5 м, высота — около 21 м), пропорции были изящными. И в интерьере, и в наружных формах ощущалась устремлённость вверх. По высоте (32,3 м) храм превосходил Софийские соборы Киева и Новгорода.
И стены, и крещатые столпы относительно тонки, столпам отвечают лопатки — как внутренние, так и внешние (с полуколонками, увенчанными лиственными капителями; профиль лопаток над аркатурно-колончатым поясом усложнён валиком). Переход от подпружных арок к центральному 12-оконному барабану осуществляется через тромпы, и эту конструкцию можно считать уникальной для домонгольского зодчества Северо-Восточной Руси.
По данным раскопок 1951—1952 годов, Успенский собор Боголюбского имел три притвора. Цоколь представлял собой простой непрофилированный отлив, как и в храмах Юрия Долгорукого. Стены собора пересекал аркатурно-колончатый пояс (часть его сохранилась на северной стене), над ним — лента поребрика. Капители колонок близки к романской «кубической» форме, в базах — клинчатые консоли. Простенки между колонками были оштукатурены и украшены фресками. Фундамент храма 1158—1160 годов представляет собой булыжники, пролитые раствором не на всю глубину, а лишь на два верхних ряда. На них был положен мелкий белокаменный бут и затем были возведены стены.
Вход на хоры собора осуществлялся через лестничную башню, примыкавшую к западному пряслу северной стены храма.
Храм 1158—1160 годов был украшен скульптурным декором зооантропоморфного типа. Этот декор при обстройке собора галереями во второй половине 1180-х годов не сохранился, но Николай Воронин обоснованно полагал, что фрагменты этого декора присутствуют на стенах всеволодовых галерей.

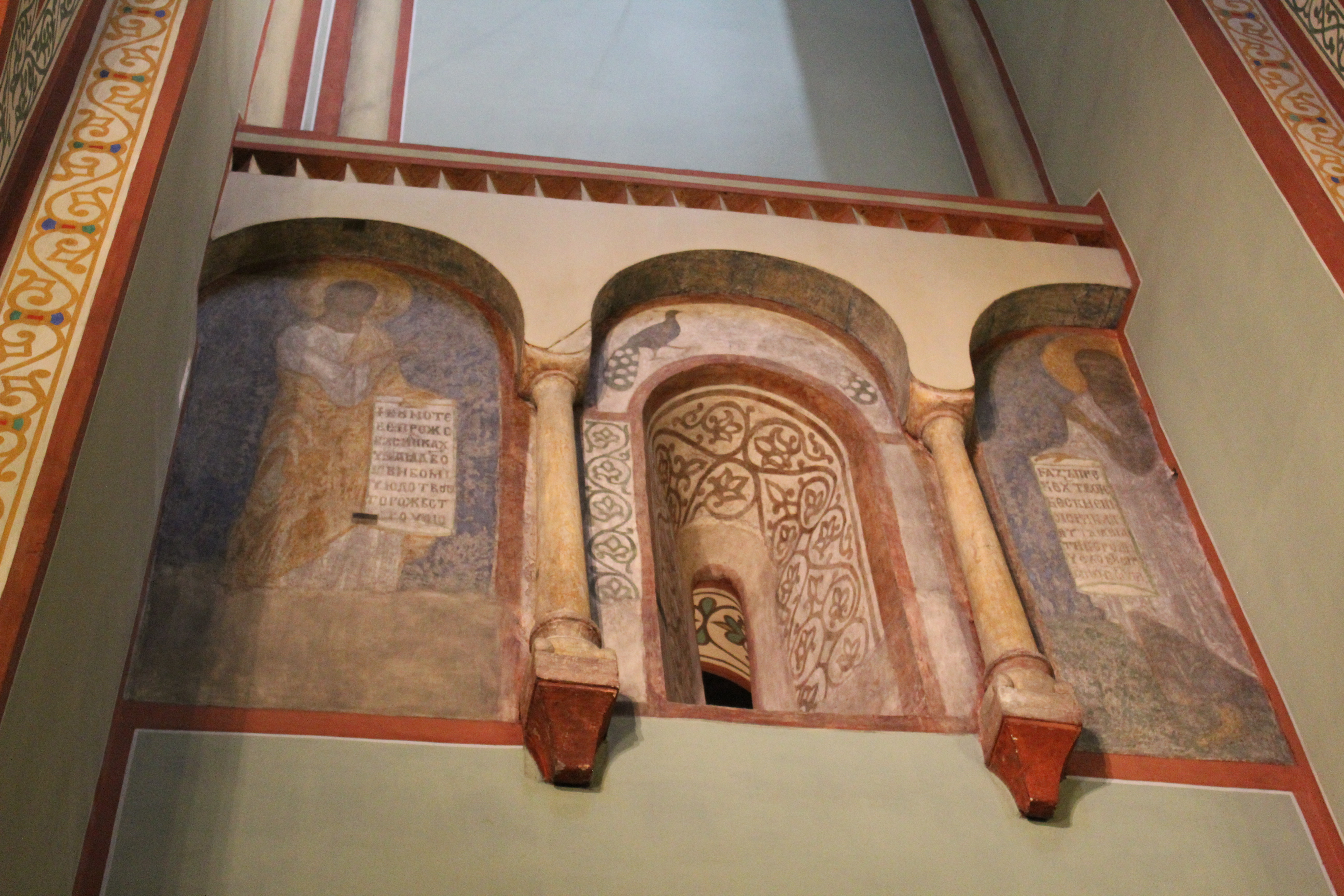
Фрески 12 века: пророки и павлины.

Фасады членились сложными пилястрами с коринфскими капителями, а по горизонтали разделялись на два яруса аркатурным фризом. В центральных закомарах находились рельефные композиции «Три отрока в пещи огненной», «Вознесение Александра Македонского на небо» и «Сорок мучеников севастийских», а также львиные и женские маски. В интерьере собора сохранились фигурные капители 1158—1160 годов в виде сдвоенных лежащих львов.
Живопись собора сохранилась фрагментарно. К росписи 1161 года относятся фигуры пророков между колонками северного аркатурного фриза и изображения павлинов (в северной галерее).
Вопрос о количестве глав этого храма до недавнего времени являлся весьма спорным (в частности, Евгений Голубинский полагал храм пятиглавым, Николай Воронин — одноглавым). В начале 2000-х годов анализ летописных источников, проведённый Татьяной Тимофеевой, и архитектурно-археологические исследования Сергея Заграевского показали верность гипотезы Голубинского о пятиглавии храма Боголюбского.

### Храм Всеволода

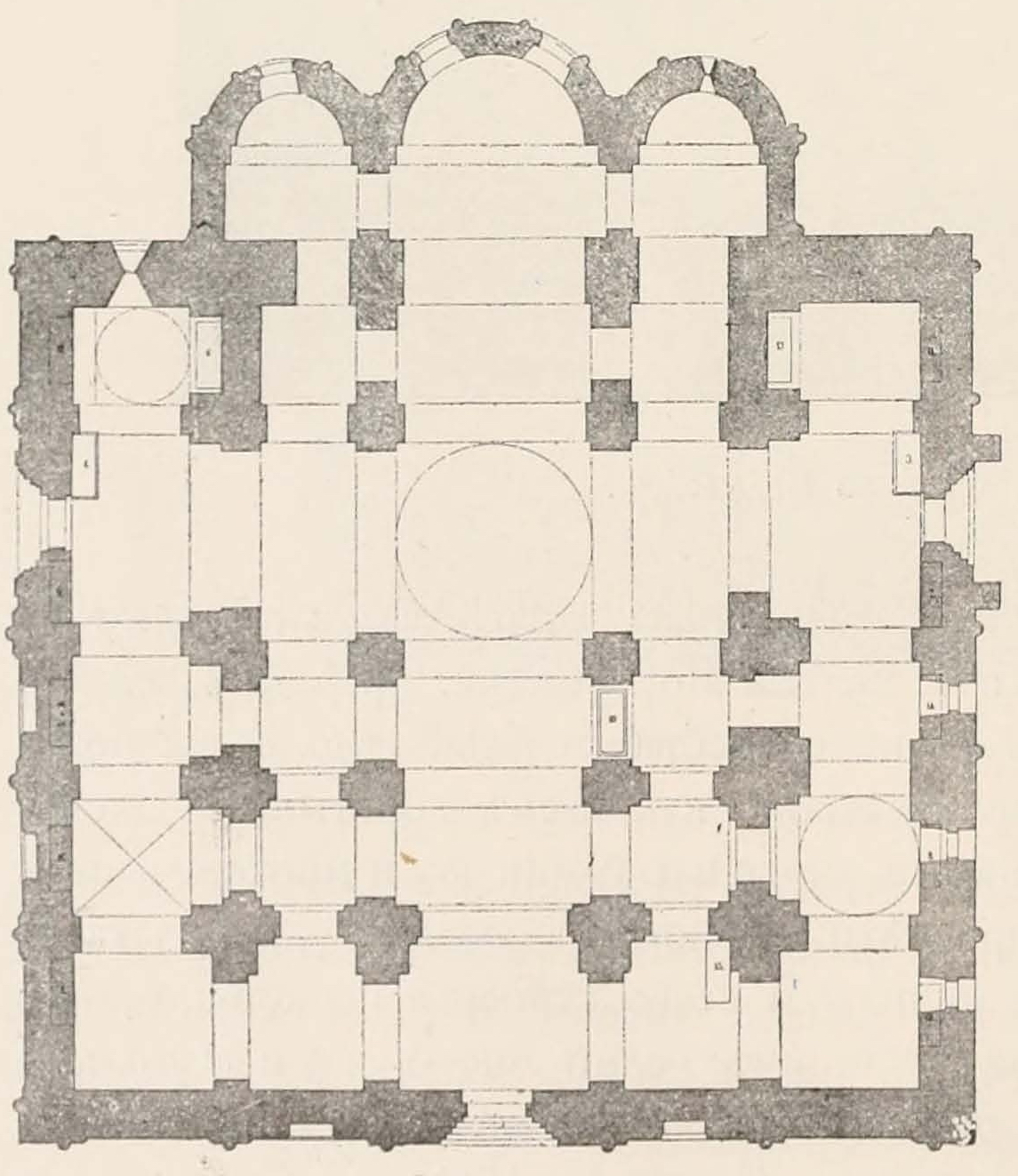
План собора, 1899 год

После пожара 1185 года Всеволод Большое Гнездо, младший брат Андрея Боголюбского, значительно расширил собор. К храму были пристроены боковые галереи, и он оказался как бы внутри нового большого собора. Увеличилась также алтарная часть. Собор стал пятинефным и более вместительным (ширина — 30,8 м, длина без учёта апсид — 30 м).
Членение стен галерей Всеволода повторило членение стен собора 1158—1160 годов. Закомары галерей расположились несколько ниже закомар собора Андрея, что придало храму в перестройке 1186—1189 годов некоторую «ступенчатость». Новые апсиды были вынесены к востоку от старых. В галереях Всеволода отсутствуют угловые компартименты с северо-востока и юго-востока, а восточные малые главы сдвинуты к западу и существенно меньше западных глав.
В стенах собора Андрея Боголюбского при перестройке были пробиты дополнительные арки, призванные обеспечить единство внутреннего пространства храма. Хоры собора после перестройки слились с хорами собора Андрея, образовав единое пространство значительной площади.
Фасады всеволодовых галерей членятся по вертикали пилястрами с колонками на прясла, плавно завершающиеся вверху закомарами. Аркатурно-колончатый пояс, состоящий из 114 колонок, разделяет плоскости стен на два яруса, каждый из которых имеет свой ряд щелевидных окон: более простых и узких — внизу, более широких, с перспективными скосами — вверху.
Суровые глади внешних стен слегка оживлены рельефами, некоторые из которых перенесены сюда со стен собора Андрея Боголюбского, а некоторые выполнены заново во времена обстройки собора Всеволодом III.
Фигуры Артемия и Авраамия в юго-западном углу древней части собора, а также фигуры на заиконостасных столпах относятся к росписи 1189 года.
Относительно строителей галерей Всеволода летопись отмечает, что князь «не ища мастеров от Немець, но налезе мастеры от клеврет святое Богородици и от своих».
В стенах галерей, в специально созданных нишах-аркосолиях, были захоронены многие представители владимирского великокняжеского дома, а также епископы. В северной галерее захоронены сами строители собора — князья Андрей Боголюбский и его брат Всеволод Большое Гнездо.

### Дальнейшая история храма
Когда Владимир был взят войском хана Батыя в 1238 году, в соборе заперлись великая княгиня Агафия Всеволодовна с дочерью и снохами, а также владыка Митрофан. Собор был подожжён монголами, все находившиеся в нём погибли. Агафия Всеволодовна и вся великокняжеская семья были канонизированы позже как владимирские мученики.
В 1411 году, в ходе междоусобных войн, суздальско-нижегородский княжич Даниил Борисович послал на Владимир своего союзника — татарского царевича Талыча, войско которого не гнушалось грабежами храмов; пострадал и Успенский собор. Однако значительная часть ценностей была сохранена благодаря ключарю отцу Патрикию, который успел их спрятать, а потом принял мученическую смерть под пытками, но так и не выдал врагам место нахождения храмовых святынь.

От первоначальных фресок Успенского собора до наших дней сохранились только фрагменты. В начале XV века для украшения храма были приглашены Андрей Рублёв и Даниил Чёрный. От их росписей сохранились отдельные изображения большой композиции «Страшного суда», занимавшей всю западную часть храма, и фрагментарные изображения в алтарной части собора. Большинство же дошедших до нашего времени фресок были выполнены в XIX веке.

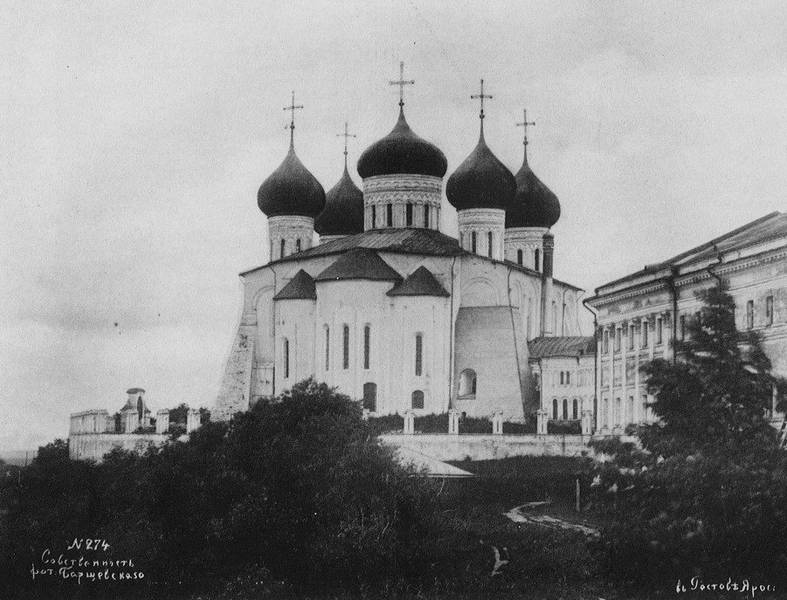
Собор до переделок 1880-х годов: с кирпичными контрфорсами, скатным покрытием и луковичными главами

Серьёзное обновление собора произошло во второй половине XVIII века. Посетив Владимир в 1767 году, Екатерина II распорядилась воссоздать благолепие древнего храма, выделив для этого 14 тысяч рублей. Обновление собора было проведено в духе времени, самое же главное изменение коснулось иконостаса — вместо древнего рублёвского был установлен новый, выполненный в барочном стиле.
На протяжении XVIII—XIX веков претерпел серьёзные изменения и внешний облик собора: были растёсаны окна, сооружены контрфорсы, установлена четырёхскатная кровля. Рядом с собором в 1810 году была сооружена колокольня — четырёхъярусное сооружение, имеющее в основании четыре угловых столба, с арочными проёмами (ныне заложены), и завершающееся высоким золочёным шпилем. В 1862 году по проекту губернского архитектора Артлебена между колокольней и Успенским собором был построен придел во имя благоверного князя Георгия Все́володовича (в миру Юрия) который с севера слился с нижним ярусом колокольни.
В конце XIX века была проведена первая научная реставрация собора. В 1882—1884 годах проводились внутренние работы, в ходе которых, в частности, были открыты фрески Рублёва; в 1886—1891 годах собор под руководством академика Забелина отреставрировали снаружи: были убраны контрфорсы, восстановлены растёсанные окна и позакомарное покрытие, луковичные главки были заменены равноценными шлемовидными.
В 1926 году собор был закрыт для богослужения и был передан Владимирскому историческому музею (с 1958 года — Владимиро-Суздальский музей-заповедник). В 1944 году собор был вновь освящён, и с этого времени одновременно является действующим собором и отделом музея.
В XX веке собор несколько раз реставрировался. Самая крупная и продолжительная реставрация была проведена в конце 1970-х — начале 1980-х: был очищен и покрыт специальным составом белый камень, позолочены купола. Внутри собора укрепили красочный слой фресок, отрегулировали температурно-влажностный режим.

### Фрески
- 1161 год: фигуры пророков между колонками северного аркатурного фриза, изображения павлинов (в северной галерее).
- 1189 год: фигуры Артемия и Авраамия в юго-западном углу древней части собора, а также фигуры на заиконостасных столбах,
- XIII век — часть композиции «Чудо Фёдора Тирона» в южной галерее[10].

#### 15 век
Наиболее важны для истории искусства фрески, которые в соборе в 1408 году выполнили Даниил Чёрный и Андрей Рублёв, причём второй был младшим мастером после Даниила. Эта работа художников упоминается в Троицкой летописи; она — единственный документально подтверждённый, точно датированный и сохранившийся памятник в творческом наследии Андрея Рублёва.
Фрески долгое время были скрыты под штукатуркой и обнаружились только при реставрации в 1882—1884 годах.
От фрескового цикла дошли отдельные части (уцелевшие в пределах первоначального здания времени Андрея Боголюбского):
- Предтеченского цикла
- Богородичного цикла
- Праздничного цикла
- Страшного суда (занимал всю западную часть храма),
- а также отдельные изображения святых, орнаменты и полотенца в различных частях храма[11]. Всего более 40 фрагментов, полный список см. по ссылке[11].

Из них наиболее известны такие фрагменты, как:
- Христос Пантократор во славе, над ним ангелы со свитком неба. Роспись свода в центральном нефе
- Четыре животных (в медальоне над головой Пантократора
- Апостолы с ангелами. Роспись северного и южного склонов свода в центральном нефе.
- Лоно Авраамово (Праотцы Иаков, Исаак и Авраам). Фреска южного склона свода южного нефа.
- «Шествие праведных в рай» (на своде смежного южного нефа)
- Престол уготованный, Богоматерь, Иоанн Предтеча, Адам, Ева, ангелы, апостолы Пётр и Павел. На западной щековой стене свода центрального нефа (фрагмент композиции «Страшный Суд»).

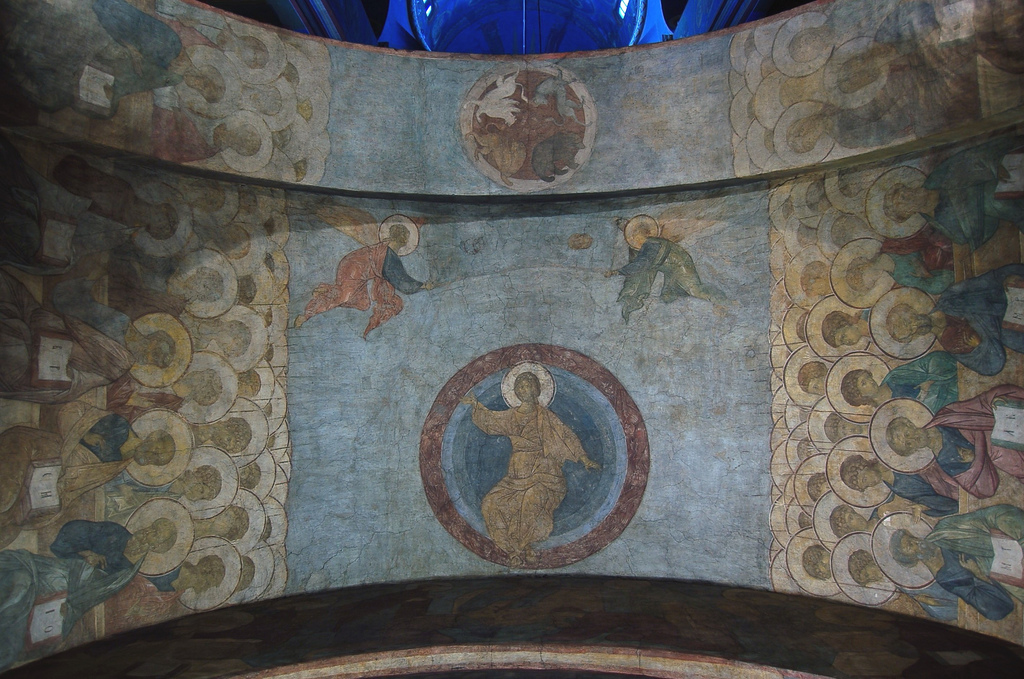
Христос во славе
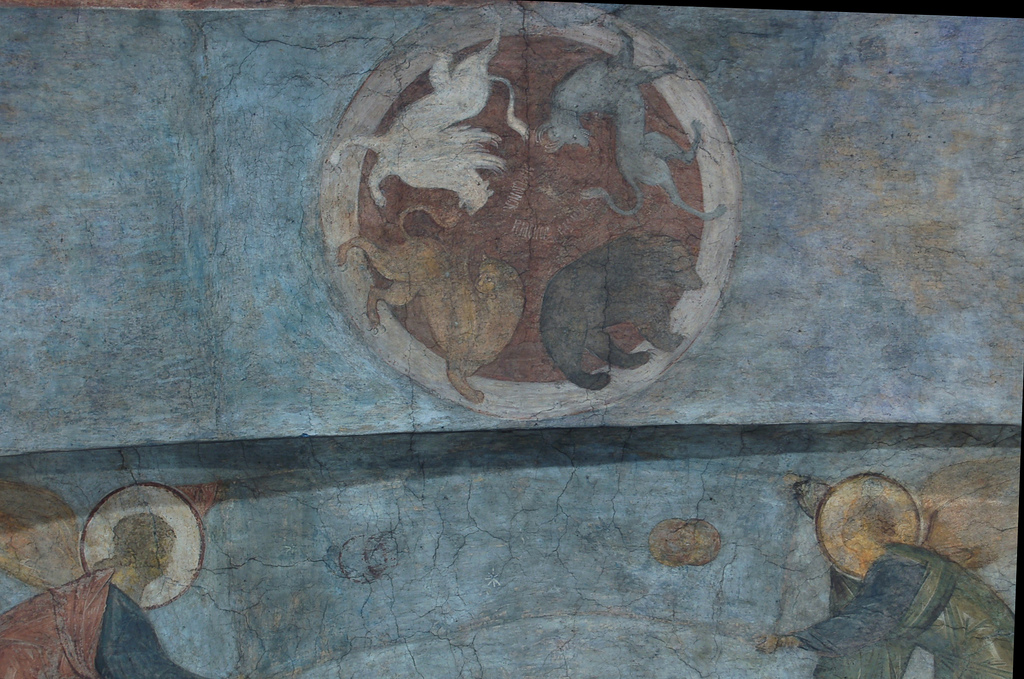
Четыре животных
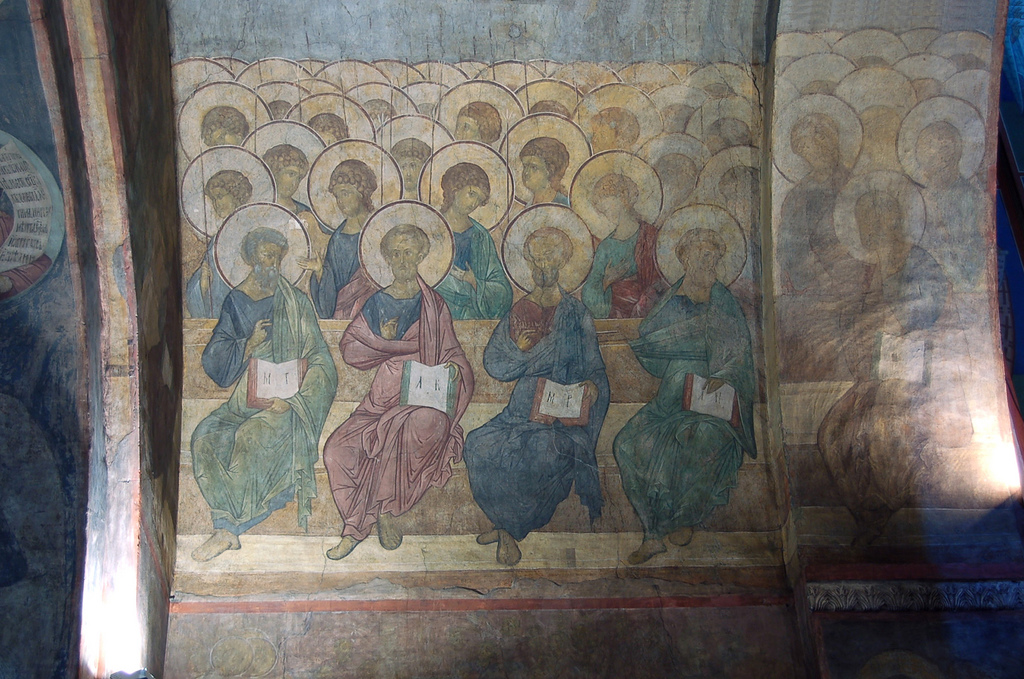
Апостолы и ангелы
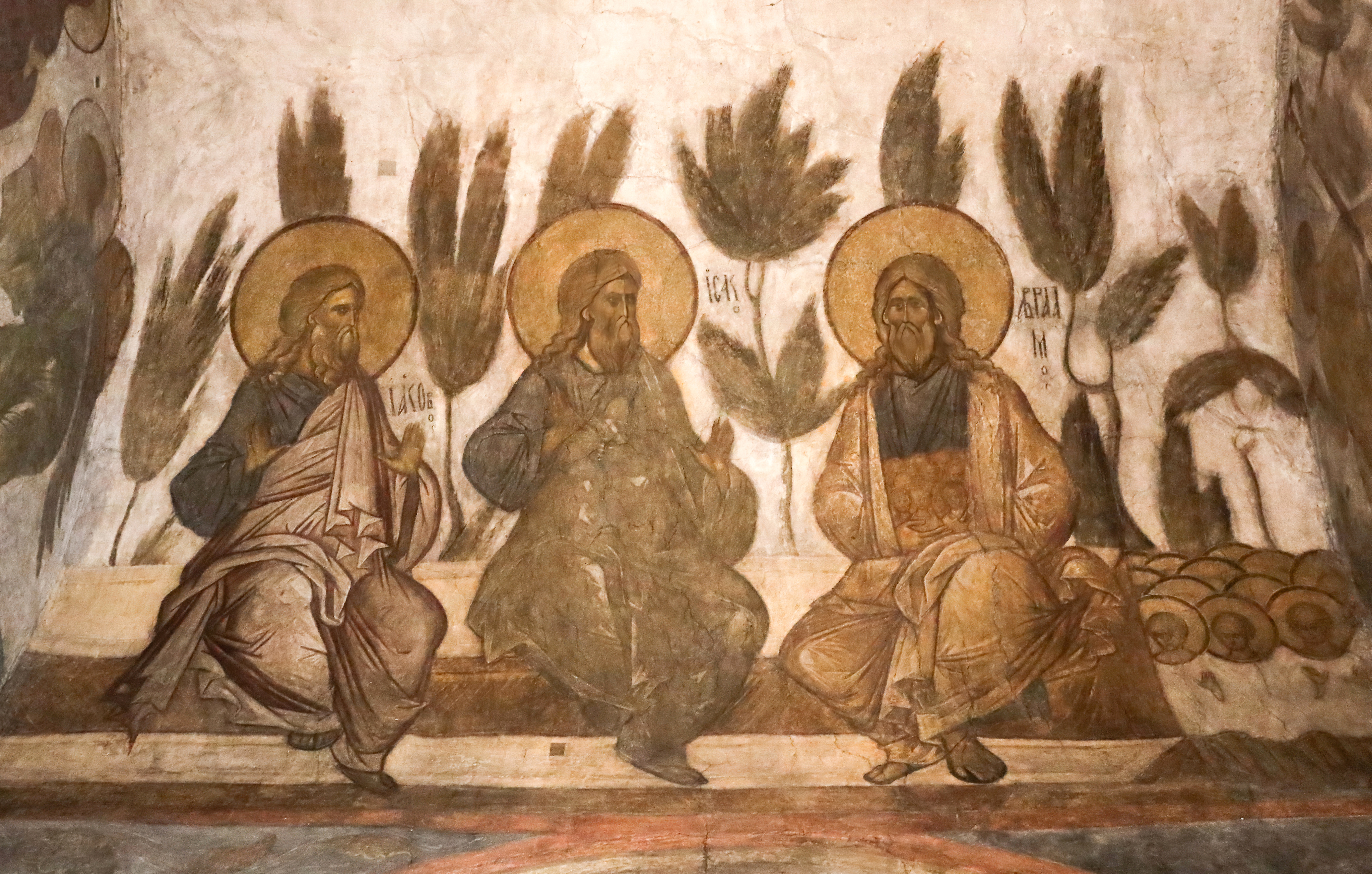
Лоно Авраамово

#### Новое время
Основная часть храма украшена новыми фресками, выполненными в 19 веке палехскими живописцами.
Они были выполнены в тех местах, где живопись XV века не сохранилась. Эти фрески были написаны по эскизам, одобренным Императорским Московским Археологическим обществом и составленным по образу Староладожских и Спас-Нередицких близ Новгорода 12 века.

## Современное положение
Успенский собор является объектом Всемирного наследия ЮНЕСКО «Белокаменные памятники Владимира и Суздаля».
Ныне Успенский собор находится в совместном ведении Русской православной церкви и музея, является кафедральным собором Владимирской епархии. В храме проводятся регулярные богослужения, в остальное время он открыт как музейная экспозиция.
Фрески собора находятся в опасности из-за несоблюдения норм температурно-влажностного режима, связанного с несовершенством систем вентилирования и отопления храма.

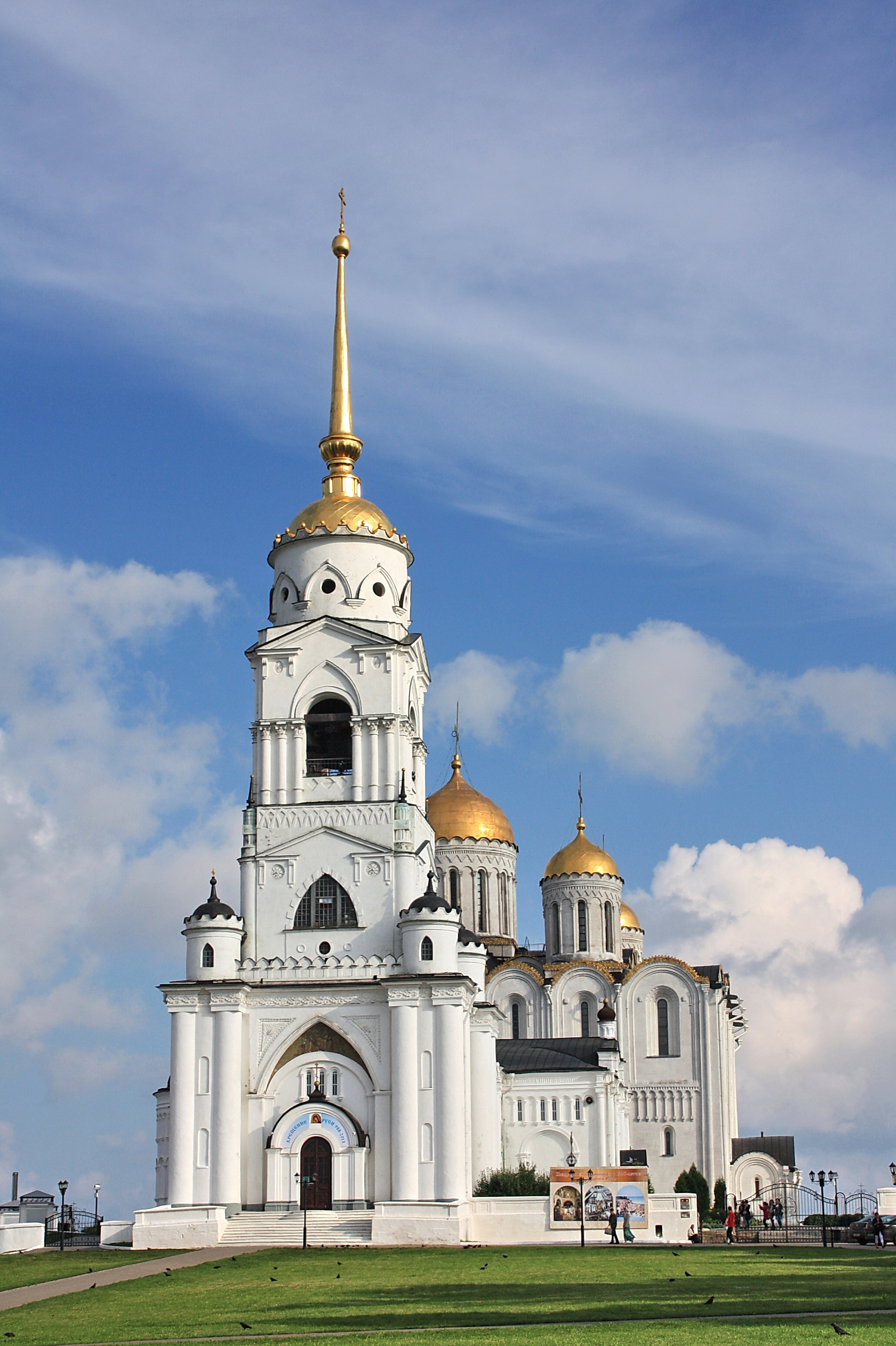
Колокольня Успенского собора
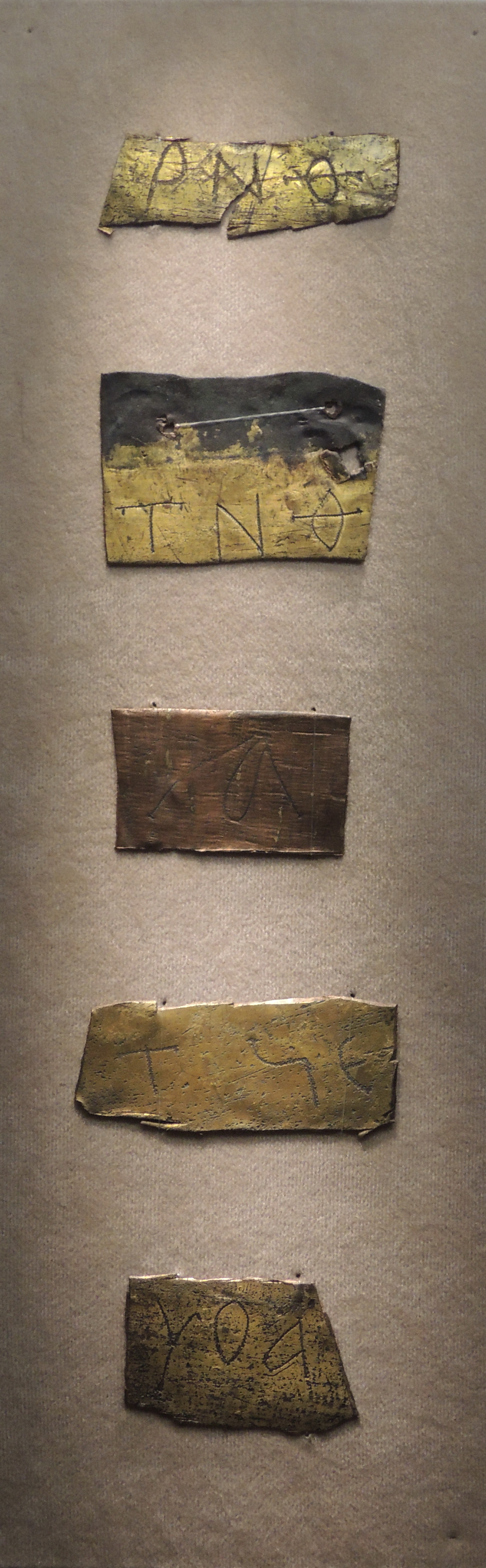
Вырезки из листов кровли Успенского собора во Владимире (1158—1160-е годы) с буквами. Медный сплав, позолота, гравировка. ГИМ
Храмовый ансамбль с высоты птичьего полётаХрамовый ансамбль с высоты птичьего полёта
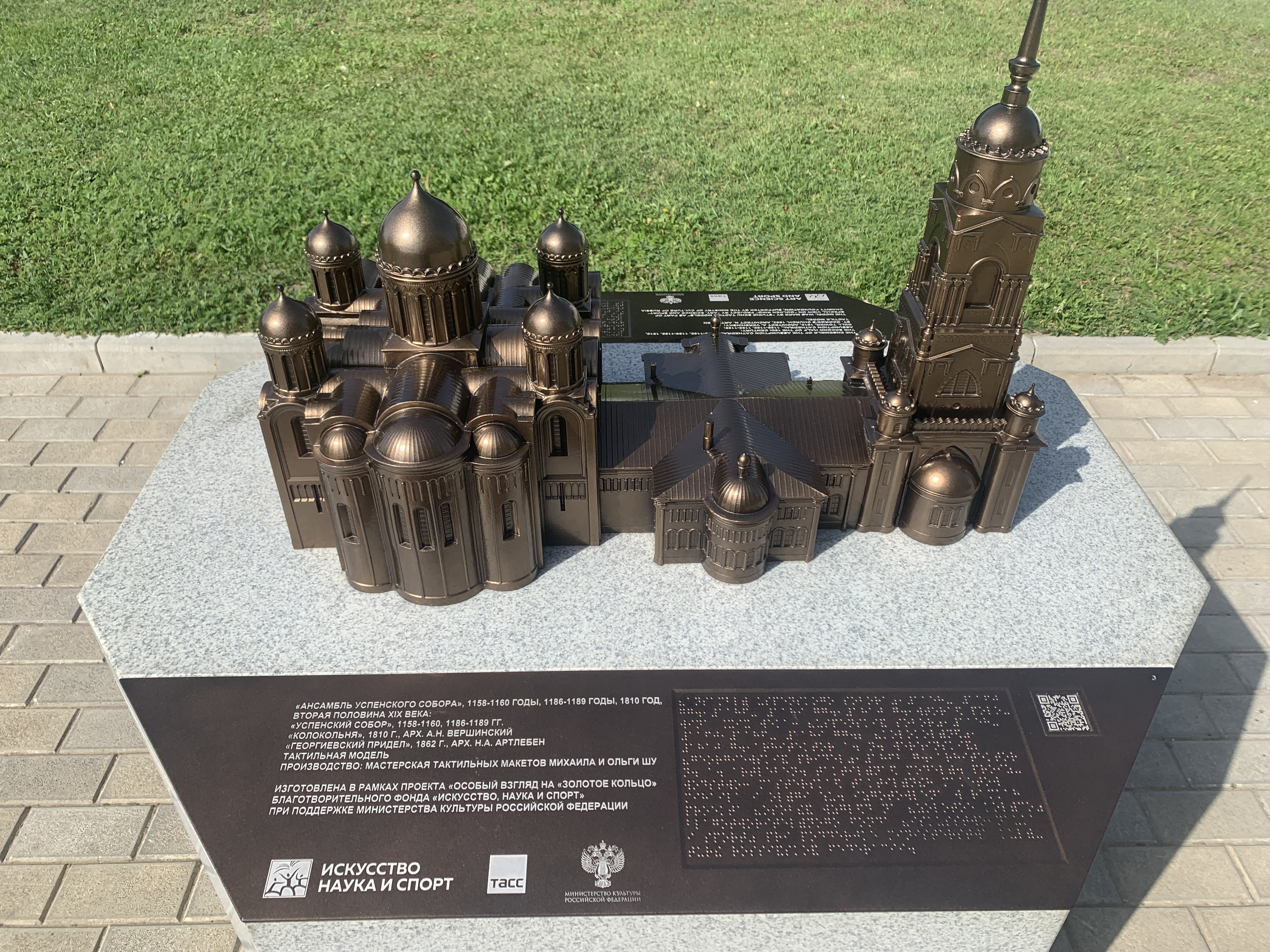
Модель Успенского собора, расположенная на мраморном постаменте около ансамбля. Выполнена из бронзы при содействии ТАСС и министерства культуры Российской Федерации

## Погребения

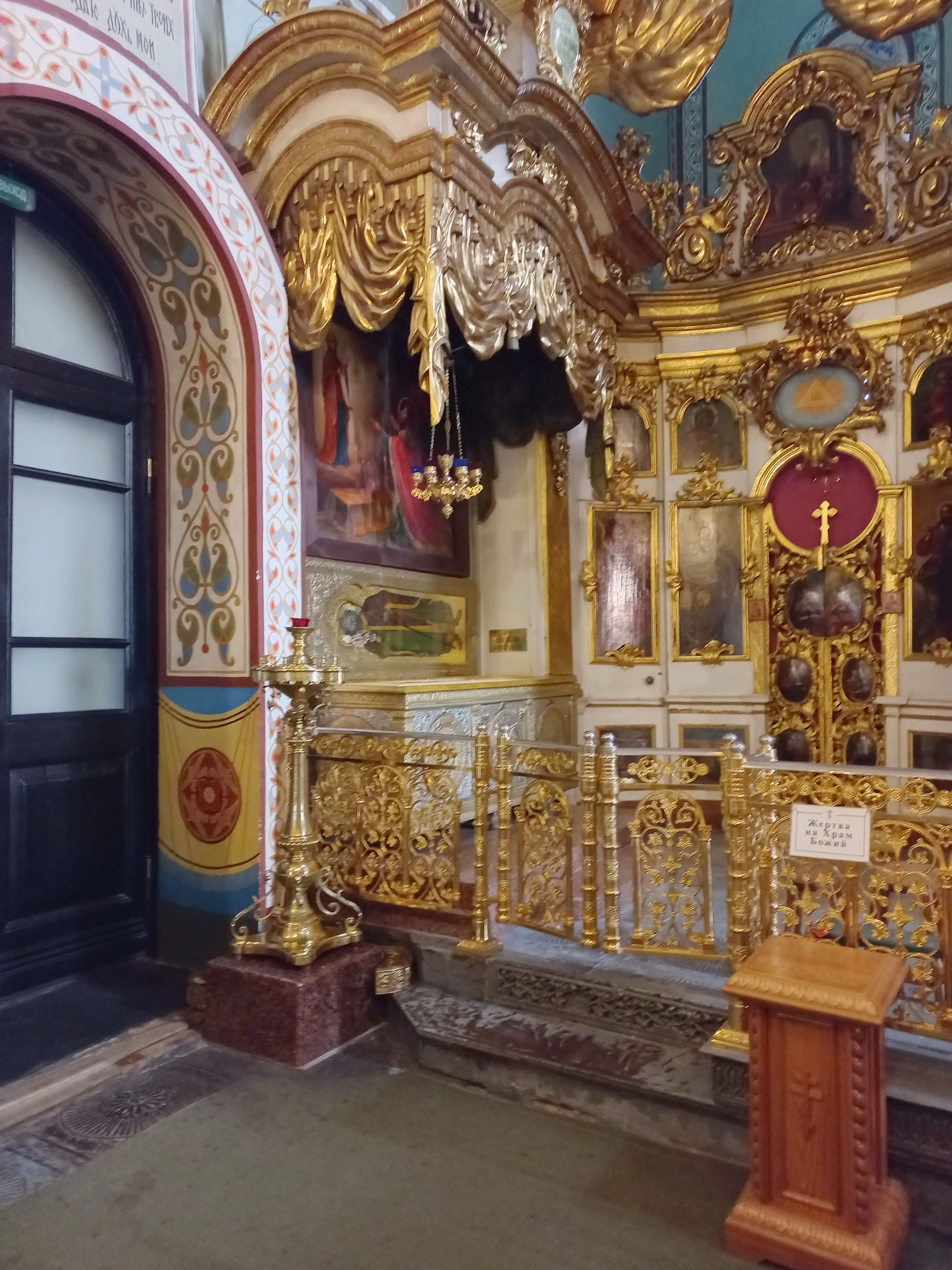
Рака Андрея Боголюбского

Андрей Боголюбский использовал собор как фамильную усыпальницу, первым похоронив в ней своего сына Изяслава в 1165 году. Сам он также был погребён здесь. После перестройки первого храма Андрея его братом Всеволодом Большое Гнездо, первые захоронения были бережно перенесены в обновлённую постройку. Впоследствии здесь были погребены и другие поколения княжеской семьи. Самые представительные — святые Владимирские мученики, погибшие при татарском нашествии в 1238 году. Традиция сохранялась до переноса великокняжеского престола из Владимира в Москву (1389), при этом последним князем, захороненным здесь, оказался князь Борис Данилович, внук Александра Невского. Впоследствии в соборе хоронили только владимирских епископов (вплоть до революции).
В соборе открыто выставлено три раки с мощами святых князей владимирских. Все эти останки ранее были погребены нормальным образом в соборе, однако с развитием культа этих святых в XVII—XVIII веках гробницы были вскрыты, а останки («обретённые мощи») переложены в раки. 12 и 15 февраля 1919 года мощи владимирских святых были подвергнуты вскрытию. Большинство из них возвращены в собор в 1950-е годы.

## Святыни
- Мощи (подробней см. Список захоронений в Успенском соборе Владимира):
  - святых благоверных князей Андрея Боголюбского, Глеба Владимирского, Георгия Всеволодовича.
  - частица мощей святого благоверного князя Александра Невского[17].
- Иконы:
  - Списки с икон Божией Матери: Владимирская, Боголюбская и Максимовская[18].
  - Ранее на стене над гробом святителя Максима была установлена Максимовская икона Божией Матери, написанная в 1299 году по видению митрополиту Максиму. Ныне икона в музее-заповеднике.